# Caloptilia porphyranthes
Caloptilia porphyranthes är en fjärilsart som först beskrevs av Edward Meyrick 1921.  Caloptilia porphyranthes ingår i släktet Caloptilia och familjen styltmalar.
Artens utbredningsområde är Namibia. Inga underarter finns listade i Catalogue of Life.